# Eva Kjer Hansen
Eva Kjer Hansen (ur. 26 sierpnia 1964 w Aabenraa) – duńska polityk, minister w różnych resortach, długoletnia deputowana, posłanka do Parlamentu Europejskiego.

## Życiorys
W 1989 ukończyła studia politologiczne na Uniwersytecie Kopenhaskim. Kształciła się później także w szkole dziennikarskiej (Danmarks Journalisthøjskole). W 2002 została członkinią zarządu ECMI, europejskiej pozarządowej instytucji zajmującej się kwestiami mniejszości.
W 1990 po raz pierwszy z listy liberalnej partii Venstre uzyskała mandat posłanki do duńskiego parlamentu (Folketingetu). Od tego czasu skutecznie ubiegała się o reelekcję w 1994, 1998, 2001, 2005, 2007, 2011, 2015 i 2019. W latach 1994–1999 zasiadała jednocześnie w Europarlamencie. Przez dwa lata była wiceprzewodniczącą frakcji ELDR.
W sierpniu 2004 premier Anders Fogh Rasmussen powierzył jej stanowisko ministra spraw społecznych i równouprawnienia. We wrześniu 2007 przesunął ją na urząd ministra ds. żywności, rolnictwa i rybołówstwa. To samo stanowisko zajmowała od kwietnia 2009 do lutego 2010 w gabinecie Larsa Løkke Rasmussena. W czerwcu 2015 po utworzeniu nowego gabinetu Lars Løkke Rasmussen powierzył jej urząd ministra środowiska i rolnictwa. Zakończyła urzędowanie w lutym 2016. W maju 2018 powróciła w skład rządu, zastąpiła Karen Ellemann na funkcji ministra ds. równości i współpracy nordyckiej. Urząd ten sprawowała do czerwca 2019.